# Sheila (sångare)
Sheila, eg. Annie Chancel , född 14 augusti 1945, i Créteil i Frankrike, är en fransk sångerska som var populär under främst 1970- och 1980-talen. Hon inledde sin karriär redan 1962. En av hennes mest kända låtar är Spacer från 1980 som blev en världshit och låg på listorna i hela Europa, inte minst i Sverige.
Alcazar har samplat låten Spacer i deras Crying at the Discoteque.